# Тун Ябгу
Тун Ябгу (на китайски: 統葉護可汗; на пинин: Tǒngyèhù Kěhán) е каган на Западнотюркския каганат през 618 – 630 година.
Той е внук на Тарду, последният каган на обединения Тюркски каганат. Името му на старотюркски език означава „тигър-ябгу“. Потомък на рода Ашина, Тун Ябгу наследява брат си Шегуй след неговата смърт през 618 година.
При управлението на Тун Ябгу Западнотюркският каганат се засилва, установявайки контрол над значителна част от Пътя на коприната. Тун Ябгу воюва успешно срещу Сасанидите в Кавказ, установявайки дипломатически контакти с Източната Римска империя. През 626 г. той иска ръката на 15-годишната Евдокия Епифания (* 7 юли 611 г.), дъщеря на византийския император Ираклий и Фабия Евдокия.
Подкрепян от клановете нушиби, през 630 година Тун Ябгу е свален и убит от дулу, а тронът е зает от неговия родственик Кюлюг Сибир.